# Bodrog (folyó)
A Bodrog (szlovákul: Bodrog) a Tisza jobb oldali mellékfolyója. Szlovákiában ered az Ondava, Latorca (Latorica), Laborc (Laborec), Ung és Tapoly folyók találkozásából; pontosan a Latorca és az Ondava egyesülésétől nevezik Bodrognak. Felsőberecki községnél, Sátoraljaújhely közelében lépi át a magyar határt. Partjára épült Sárospatak városa, a Bodrog-parti Athén. Tokajnál ömlik a Tiszába.

## Jellemzői
Teljes hossza: 65 km, ebből a magyarországi szakaszának hossza 51,1 km. Vízgyűjtő területe 13 579 km², ebből Magyarországon 972 km² van. Magyarországi mellékvizei a Zempléni-hegység keleti oldalán lefutó bővizű patakok: a Tolcsva, a Bózsva és a Ronyva. A folyómeder 0,5 cm/km esése és a tiszalöki duzzasztás hatására Sárospataktól a víz sebessége 1,1-0,7 km/óra. A folyó felső szakaszán a meder szélessége 50 m-re szűkülhet, Sárospataktól 60–180 m között változik. A víz mélysége 1,5–3,5 m, minősége I. osztályú, nehézségi foka ZWA-ZWB. A folyó halban igen gazdag.
A holtágakban gazdag élővilág található. Védett területek a folyó mellett Magyarországon a Long-erdő és a Tokaj–Bodrogzug Tájvédelmi Körzet.
Tokaj és Felsőberecki (50. fkm; országhatár) között III. osztályú víziút, rajta legfeljebb 70 m hosszú, 8,2 m széles, 2 m merülésű, max. 1000 t hordképességű hajók közlekedhetnek. 

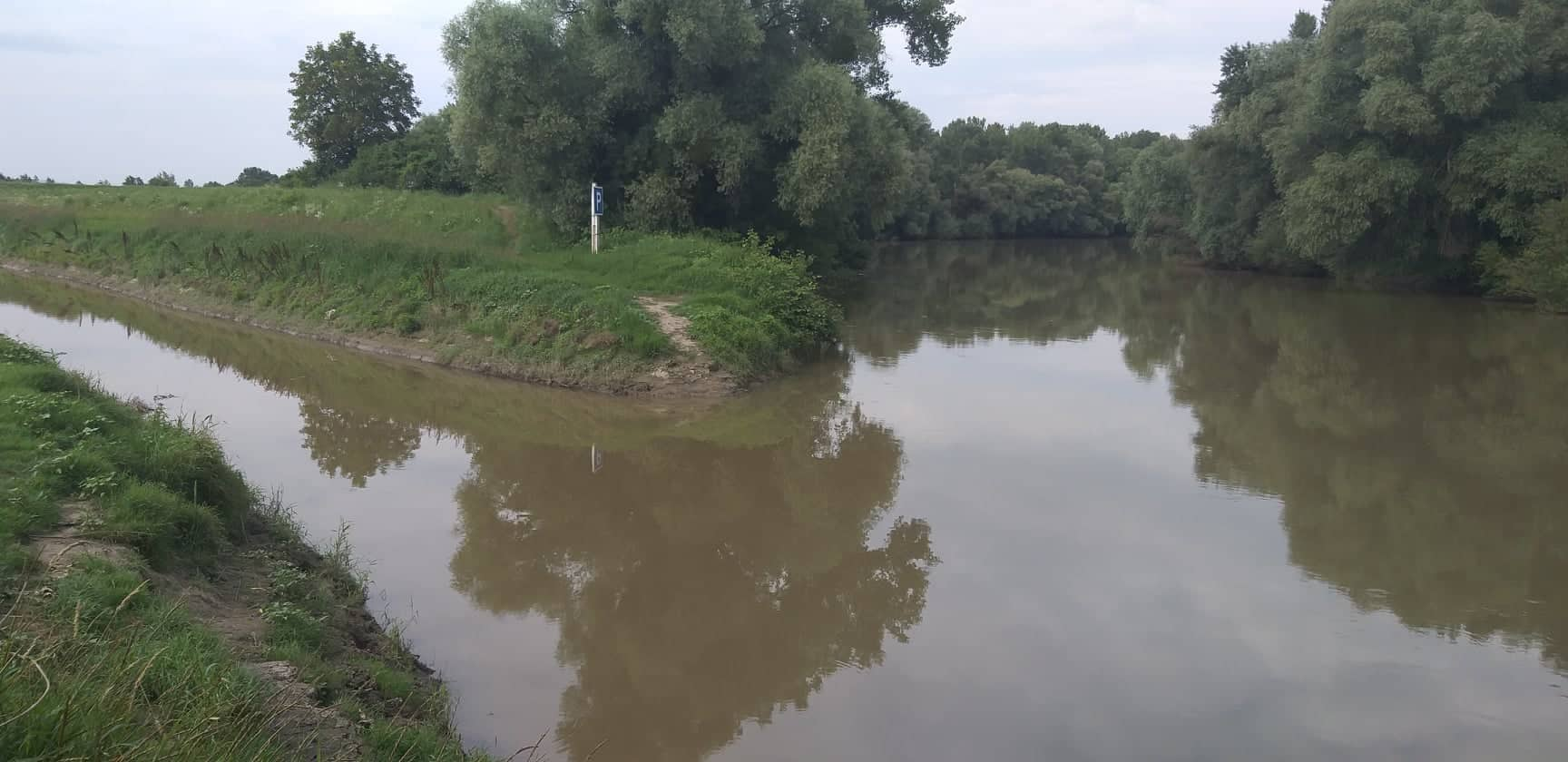
A Bodrog a Ronyva torkolatánál Sátoraljaújhely mellett

A vízi közlekedés eddig elhanyagolható volt, Felsőbereckinél személyforgalmú révátkelő üzemel, ám napjainkban (2020) turisztikai szempontból kezd felértékelődni. 
A kormány döntése alapján, az ú.n. "nyaralóhajó projekt" keretében új kikötőt építenek Felsőberecki felett, a Ronyva torkolatánál, valamint a Bodrog, a Felső-Tisza és a Tisza-tó mentén összesen 12 helyen.

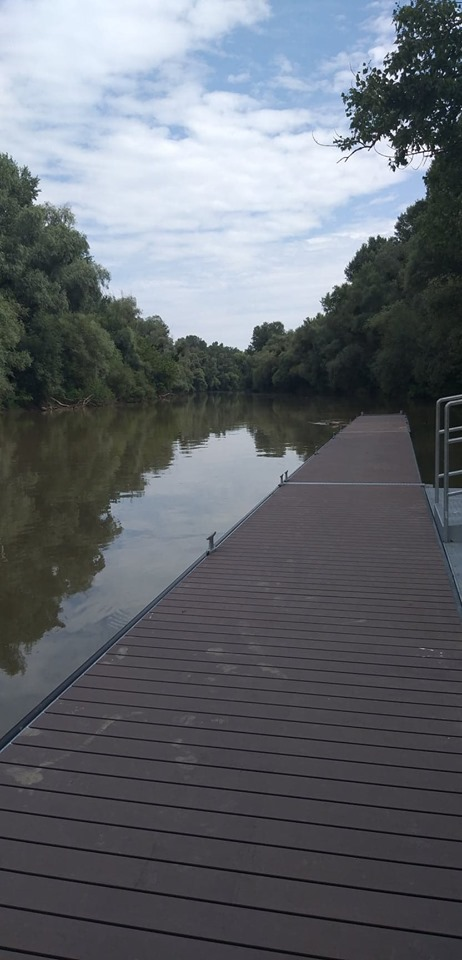
Hajókikötő a Bodrogon Sátoraljaújhely közelében

## Holtágai Magyarországon
- Felsőberecki-holtág
- Oroj
- Sulc
- Mocsolya
- Hosszú-tó
- Gyalmos-tó
- Kacsa-tó
- Kapronca-ér
- Berek (Ó-Bodrog)
- Szög
- Kengyel-tó
- Kerek-tó
- Pap-tó
- Kis-Mély-tó
- Nagy-Mély-tó
- Vissi-holtág
- Áres-tó
- Fekete-tó
- Kásod-tó
- Nagy-tó
- Bogdány-tó
- Kakukk-tó
- Remence
- Nagy-Nádas-tó[4]

## Települések a folyó mentén
(Zárójelben a szlovák név szerepel.)
- Rad (Rad)
- Bodrogszentmária (Svätá Mária)
- Pálfölde (Pavlovo)
- Zemplén (Zemplín)
- Kisújlak (Nová Vieska pri Bodrogu)
- Bodrogvécs (Véč)
- Ladamóc (Ladmovce)
- Szomotor (Somotor)
- Szőlőske (Viničky)
- Bodrogszerdahely (Streda nad Bodrogom)
- Borsi (Borša)
- Bodrogszög (Klin nad Bodrogom)
- Felsőberecki
- Alsóberecki
- Vajdácska
- Halászhomok
- Sárospatak
- Baksa
- Apróhomok
- Bodrogolaszi
- Sárazsadány
- Vámosújfalu
- Olaszliszka
- Szegilong
- Szegi
- Bodrogkisfalud
- Bodrogkeresztúr
- Tokaj

## Hidak
- Kisvasúti Bodrog-híd